# 조이 윈터스
조이 윈터스(영어: Zoë Winters, 1985년 2월 20일~)는 미국의 배우이다. TV 시리즈 석세션 (2018–2023)에 케리 캐스텔라바테 역으로 출연했으며, 해당 배역으로 미국 배우 조합상 드라마 시리즈 부문 앙상블 연기상을 수상했다. 이후 영화 《줄스》(2023)와 《머티리얼리스트》(2025)에 출연했다.

## 어린 시절
윈터스는 1985년 2월 20일 샌타크루즈에서 태어났다. 그녀는 뉴욕 주립대학교 퍼처스 칼리지에 다니며 2007년에 졸업했다.

## 경력
석세션에서 케리 캐스텔라바테 역으로 출연했으며, 해당 배역으로 미국 배우 조합상 드라마 시리즈 부문 앙상블 연기상을 수상했다.
패트릭 왕의 《인 더 패밀리》, 마크 터틀타웁의 《줄스》, 그리고 셀린 송의 《머티리얼리스트》에 출연했다.
루실 로르텔상 후보와 오비상을 받은 《Heroes of the Fourth Turning》을 포함한 여러 오프브로드웨이 연극에 출연했다. 또한 《An Octoroon》, 《Walden》, 《Small Mouth Sounds》 등 다른 연극에도 출연했다.

## 필모그래피

### 영화
| 연도 | 제목           | 배역   | 비고      |
| ---- | -------------- | ------ | --------- |
| 2011 | Under          | 시드니 | 단편 영화 |
| 2011 | 인 더 패밀리   | 헬렌   |           |
| 2013 | Gray Dog       | 비     | 단편 영화 |
| 2016 | Giant          | 클라라 | 단편 영화 |
| 2023 | 줄스           | 데니스 |           |
| 2024 | Cold Wallet    | 아일린 |           |
| 2024 | Egg Timer      | 다프네 | 단편 영화 |
| 2025 | 머티리얼리스트 | 소피   |           |

### 텔레비전
| 연도      | 제목                  | 배역                   | 비고                                       |
| --------- | --------------------- | ---------------------- | ------------------------------------------ |
| 2007      | 가십걸                | 웨이트리스             | 에피소드: "Seventeen Candles"              |
| 2008      | 아미 와이브즈         | 젠                     | 에피소드: "Casting Out the Net"            |
| 2009      | 어글리 베티           | 지원자 #3              | 에피소드: "Kissed Off"                     |
| 2009      | 로앤오더              | 수잔                   | 에피소드: "Reality Bites"                  |
| 2015      | 엘리멘트리            | 마라 켐프              | 에피소드: "The View from Olympus"          |
| 2017      | 마담 세크리터리       | 클레어 미첼            | 에피소드: "The Seventh Floor"              |
| 2018      | 굿 파이트             | 그레천 매키            | 에피소드: "Day 478"                        |
| 2019–2023 | 석세션                | 케리 캐스텔라바테      | 반복 출연 (시즌 2–4)                       |
| 2020      | 헌터스                | 엘리자베스 핸델만 의원 | 에피소드: "Eliu v'Eliu"                    |
| 2020      | Helpsters             | 테레사 투투 (목소리)   | 에피소드: "Ballerina Betsy/Pizza Pasquale" |
| 2022      | Flatbush Misdemeanors | 낸시                   | 6개 에피소드                               |
| 2023      | Command Z             | 크리스티나 마틴        | 에피소드: "The Climate II"                 |